# 根特
根特（荷蘭語發音：[ɣɛnt] ⓘ，法語發音：[ɡɑ̃] ⓘ，德語發音：[ɡɛnt] ⓘ），比利时弗拉芒大区东佛兰德省城市，同时也是该省省会及最大城市，面积157.77平方千米，人口265,086人（2022年1月1日），是比利时人口第二大城市，仅次于安特卫普。根特通行荷兰语，是弗拉芒社群的一部分。
根特发展自利斯河和斯海尔德河交汇处的凯尔特人定居點，历史上曾是佛兰德伯国的首府。中世纪時，因為羊毛和亚麻產业發展蓬勃，根特成為欧洲最大的城市之一。在经历了短暂的加爾文主義时期后，该市经历了一定程度的衰落，直到18世纪末才出现转机，棉花工业使根特成为欧洲大陆最早的工业城市之一。

## 历史
考古发现在石器时代与铁器时代根特地区就已经有人类活动，有些学者认为“根特”一名即来源于凯尔特语“*kom-dati”（汇合）一词。尽管没有书面记载，但是考古学家已经确定在古罗马时期根特已经形成了城市。4世纪末到5世纪初，法兰克人侵入罗马，使得当地语言从凯尔特语和拉丁语变成了古荷兰语。
约在公元650年左右，圣徒阿曼杜斯在根特建立了两所隐修院——圣伯多禄修道院和圣巴夫修道院。由于交通便利，根特逐渐发展起来，成为隐修院众多的地方及商业中心。大约公元800年时，查理大帝的儿子，后来的路易一世命令查理大帝的传记作者艾因哈德掌管根特所有的修道院。851年和859年根特曾两次遭到维京海盗的攻击和洗劫。
根特从11世纪开始复兴，到13世纪时，根特已经成为仅次于巴黎的欧洲最大最繁荣的城市之一。城市人口达到65000人。今天仍然矗立在根特市中心的钟楼和圣尼古拉教堂就是根特兴盛时期的建筑遗留。根特的繁荣主要源于羊毛纺织业，由于地处河流的交汇处，根特的很多地域经常遭到水的淹没，形成独特的多草而又潮湿的地域，很适合放牧绵羊。获得的羊毛就用于生产纺织品，随后大量出口到英国，所以在英法百年战争中根特的经济受到了严重的打击。
根特在百年战争之后通过和勃艮第公爵领下的其他属地建立贸易联盟而得到了复苏，但好景不长，过重的税收引起了根特人民的反抗，最终导致了哈弗勒之战，根特的反抗被镇压，有16000居民死亡。低地国家的中心也从布鲁日－根特为代表城市的佛兰德转移到安特卫普－布鲁塞尔为代表城市的布拉班特公国。1539年根特发生反抗神圣罗马帝国皇帝和西班牙国王查理的根特起义，查理亲临自己的故乡根特进行镇压，并命令根特的贵族赤脚带镣走过他的面前。16世纪末到17世纪，根特因为是加尔文宗城市而卷入宗教战争，被西班牙帝国给予毁灭性打击，并改奉天主教，从此根特失去了国际化商业中心的地位。

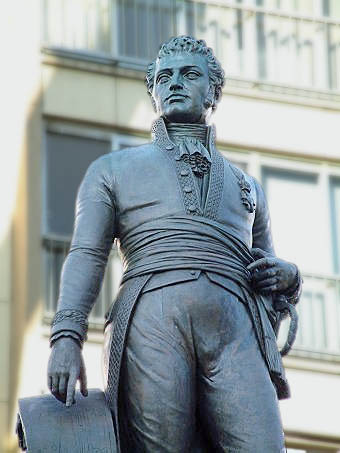
根特的鲍文斯塑像

1800年比利时工业间谍利芬·鲍文斯将英国的机密纺织技术带到根特，使得根特再次因纺织工业而复兴，鲍文斯也曾担任一年的根特市长，他所带来的纺织机器，至今仍然保存在根特城东北部的工业博物馆裡。1814年12月24日，英国和美国关于停止1812年战争的根特条约在此签订。滑铁卢战役后根特被划归荷兰15年，其间根特拥有了自己的根特大学和入海通道。
比利时独立后，在根特建立了第一个比利时贸易同盟。1913年世界博览会在根特举行，为准备这次博览会，1912年根特修建了圣彼得火车站。

## 地理
1965年和1977年两轮市镇合并后，今天的根特市镇组成如下：

市镇详图

- I 原根特
- II 玛丽亚凯尔克（荷兰语：Mariakerke (Gent)）
- III 德龙恩（荷兰语：Drongen）
- IV 翁德尔海姆（荷兰语：Wondelgem）
- V 圣阿曼兹贝赫（荷兰语：Sint-Amandsberg）
- VI 奥斯塔克（荷兰语：Oostakker）
- VII 代斯特尔东克（荷兰语：Desteldonk）
- VIII 门东克（荷兰语：Mendonk）
- IX 圣克赖斯-温克尔（荷兰语：Sint-Kruis-Winkel）
- X 莱德贝赫（荷兰语：Ledeberg）
- XI 根特布吕赫（荷兰语：Gentbrugge）
- XII 阿夫斯内（荷兰语：Afsnee）
- XIII 圣德奈斯-韦斯特雷姆（荷兰语：Sint-Denijs-Westrem）
- XIV 兹韦恩阿尔德（荷兰语：Zwijnaarde）

### 临近市镇
- 瓦赫特贝克
- 洛克里斯蒂
- 代斯特尔贝亨
- 梅勒
- 梅勒尔贝克
- 德平特
- 圣马尔滕斯-拉特姆
- 丹泽
- 利弗海姆
- 埃弗海姆
- 泽尔扎特

### 气候
该地区温差小，全年雨量充足。根据柯本气候分类法，根特属西海岸海洋性气候（Cfb）。
| 根特 (1984–2013年日照数据，1981–2010年其他数据) | 根特 (1984–2013年日照数据，1981–2010年其他数据) | 根特 (1984–2013年日照数据，1981–2010年其他数据) | 根特 (1984–2013年日照数据，1981–2010年其他数据) | 根特 (1984–2013年日照数据，1981–2010年其他数据) | 根特 (1984–2013年日照数据，1981–2010年其他数据) | 根特 (1984–2013年日照数据，1981–2010年其他数据) | 根特 (1984–2013年日照数据，1981–2010年其他数据) | 根特 (1984–2013年日照数据，1981–2010年其他数据) | 根特 (1984–2013年日照数据，1981–2010年其他数据) | 根特 (1984–2013年日照数据，1981–2010年其他数据) | 根特 (1984–2013年日照数据，1981–2010年其他数据) | 根特 (1984–2013年日照数据，1981–2010年其他数据) | 根特 (1984–2013年日照数据，1981–2010年其他数据) |
| 月份                                            | 1月                                             | 2月                                             | 3月                                             | 4月                                             | 5月                                             | 6月                                             | 7月                                             | 8月                                             | 9月                                             | 10月                                            | 11月                                            | 12月                                            | 全年                                            |
| ----------------------------------------------- | ----------------------------------------------- | ----------------------------------------------- | ----------------------------------------------- | ----------------------------------------------- | ----------------------------------------------- | ----------------------------------------------- | ----------------------------------------------- | ----------------------------------------------- | ----------------------------------------------- | ----------------------------------------------- | ----------------------------------------------- | ----------------------------------------------- | ----------------------------------------------- |
| 平均高温 °C（°F）                               | 6.2 (43.2)                                      | 7.0 (44.6)                                      | 10.8 (51.4)                                     | 14.5 (58.1)                                     | 18.1 (64.6)                                     | 20.6 (69.1)                                     | 23.0 (73.4)                                     | 22.9 (73.2)                                     | 19.7 (67.5)                                     | 15.3 (59.5)                                     | 10.1 (50.2)                                     | 6.5 (43.7)                                      | 14.7 (58.5)                                     |
| 日均气温 °C（°F）                               | 3.4 (38.1)                                      | 3.8 (38.8)                                      | 6.8 (44.2)                                      | 9.4 (48.9)                                      | 13.2 (55.8)                                     | 15.9 (60.6)                                     | 18.1 (64.6)                                     | 17.9 (64.2)                                     | 14.9 (58.8)                                     | 11.2 (52.2)                                     | 7.0 (44.6)                                      | 4.0 (39.2)                                      | 10.6 (51.1)                                     |
| 平均低温 °C（°F）                               | 0.7 (33.3)                                      | 0.4 (32.7)                                      | 2.7 (36.9)                                      | 4.5 (40.1)                                      | 8.3 (46.9)                                      | 11.1 (52.0)                                     | 13.2 (55.8)                                     | 12.8 (55.0)                                     | 10.2 (50.4)                                     | 7.2 (45.0)                                      | 3.9 (39.0)                                      | 1.5 (34.7)                                      | 6.4 (43.5)                                      |
| 平均降水量 mm（）                               | 70.7 (2.78)                                     | 56.2 (2.21)                                     | 61.5 (2.42)                                     | 50.6 (1.99)                                     | 63.1 (2.48)                                     | 74.3 (2.93)                                     | 77.4 (3.05)                                     | 84.2 (3.31)                                     | 74.2 (2.92)                                     | 81.7 (3.22)                                     | 82.7 (3.26)                                     | 82.2 (3.24)                                     | 858.8 (33.81)                                   |
| 平均降水天数                                    | 12.6                                            | 10.8                                            | 12.0                                            | 10.1                                            | 11.1                                            | 10.5                                            | 10.3                                            | 10.0                                            | 10.9                                            | 12.1                                            | 13.4                                            | 13.0                                            | 136.8                                           |
| 月均日照時數                                    | 61                                              | 79                                              | 123                                             | 172                                             | 204                                             | 196                                             | 209                                             | 196                                             | 144                                             | 118                                             | 66                                              | 50                                              | 1,618                                           |
| 来源：比利时皇家气象研究所                      |                                                 |                                                 |                                                 |                                                 |                                                 |                                                 |                                                 |                                                 |                                                 |                                                 |                                                 |                                                 |                                                 |

## 交通
根特位于交通要道，为斯海尔德河和利斯河汇合处，并通过根特－泰尔讷曾运河与海相连，处于两条欧洲高速公路E17和E40的交界点上，并有比利时第三大的火车站。

## 建筑

### 宗教建筑
- 圣巴夫主教座堂（Sint-Baafskathedraal）
- 圣尼古拉教堂（Sint-Nkilaaskerk）
- 聖彌額爾教堂（Sint-Michielskerk）
- 圣雅各伯堂（Sint-Jacobskerk）
- 圣亚纳堂（Sint-Annakerk）
- 奧斯塔克聖殿（Basiliek van Oostakker-Lourdes）
- 圣巴夫修道院（Sint-Baafsabdij）
- 圣伯多禄修道院（Sint-Pietersabdij）
- 小贝居安会院（Klein Begijnhof）
- 圣依撒伯尔大贝居安会院（Groot Begijnhof Sint-Elisabeth）
- 圣阿曼兹贝赫大贝居安会院（Groot Begijnhof Sint-Amandsberg）

### 世俗建筑
- 根特市政厅
- 根特钟楼（Belfort van Gent）
- 伯爵城堡（Gravensteen）
- 伯爵城堡（Geeraard de Duivelsteen）
- 拉博特（荷兰语：Rabot (monument)）（Rabot）
- 书塔（Boekentoren）
- 亲王庭院（Prinsenhof），查理五世诞生之处
- 汉达港（Portus Ganda）
- 前进艺术中心（Vooruit）
- 根特圣坎波公墓（Campo Santo），根特的一座大公墓

### 博物馆
- 根特美術館（Museum voor Schone Kunsten）
- 根特设计博物馆（Design Museum Gent）
- 阿莱恩之家（Huis van Alijn）
- 工业博物馆（Industriemuseum）
- 根特城市博物馆（Stadsmuseum Gent）
- 基纳的世界（De wereld van Kina），一座自然博物馆，包括主馆和花园
- 科学史博物馆（Museum voor de Geschiedenis van de Wetenschappen）
- 市立当代艺术博物馆（Stedelijk Museum voor Actuele Kunst，简写作S.M.A.K.）
- 阿诺尔德·范德哈根博物馆（Museum Arnold Vander Haeghen）
- 吉兰医生博物馆（Dr. Guislain Museum），一家有关精神病治疗的博物馆
- 医史博物馆（Museum voor Geschiedenis van de Geneeskunde）

### 广场和街道
- 圣巴夫广场（Sint-Baafsplein）
- 埃米尔·布劳恩广场（Emile Braun Plein），以比利时贵族埃米尔·布劳恩（英语：Émile Braun）的名字命名
- 考特广场（英语：Kouter (Gent)）（Kouter）
- 伍德罗·威尔逊广场（W. Wilson Plein），以美国总统伍德罗·威尔逊名字命名
- 佛兰德伯爵广场（Graaf van Vlaanderenplein）
- 弗朗索瓦·洛朗广场（François Laurentplein），以卢森堡历史学家弗朗索瓦·洛朗的名字命名
- 圣法拉意弟广场（Sint-Veerleplein）
- 圣弥额尔广场（Sint-Michielsplein）
- 圣伯多禄广场（荷兰语：Sint-Pietersplein (Gent)）（Sint-Pietersplein）
- 圣弥额尔斜坡（Sint-Michielshelling）
- 香草河岸（Graslei）
- 谷物河岸（Korenlei）
- 神父洞（Patershol）

### 公园
- 阿尔贝国王公园（Koning Albert Park）
- 城塞公园（荷兰语：城塞公园）（Citadelpark）

### 火车站
- 根特圣彼得斯站（Gent-Sint-Pieters）
- 根特丹波特站（Gent-Dampoort）

## 知名人物
在根特出生、生活及去世的名人包括：
- 查理五世（Karl V），西班牙国王，神圣罗马帝国皇帝，生于根特。
- 莫里斯·梅特林克（Maurice Maeterlinck），比利时剧作家
- 居伊·伏思达（Guy Verhofstadt），比利时前首相
- 雅克·罗格（Jacques Rogge），前國際奧委會主席
- 陸徵祥神父，中華民國外交總長、中華民國國務總理、圣伯多禄修道院領銜榮休院長。

## 友好城市
根特与以下城市结为友好城市：
- 日本 金澤市[4]
- 爱沙尼亚 塔林[4]
- 德国 威斯巴登[4][5]
- 德国 梅勒[4]
- 法國 圣拉斐尔[4]
- 英国 诺丁汉[4][6]
- 摩洛哥 穆罕默迪耶[4]